# Arctia basicincta
Arctia basicincta là một loài bướm đêm thuộc phân họ Arctiinae, họ Erebidae.